# Boaz Barak
Boaz Barak (בועז ברק; 1974) é um matemático e cientista da computação israelense-estadunidense. É professor de ciência da computação da Universidade Harvard.
Graduado em matemática e ciência da computação em 1999 na Universidade de Tel Aviv. Obteve um doutorado em 2004 no Instituto Weizmann de Ciência, orientado por Oded Goldreich, com a tese Non-Black-Box Techniques in Cryptography. Barak esteve no Instituto de Estudos Avançados de Princeton por dois anos, de 2003 a 2005. Foi professor assistente no Departamento de Ciência da Computação da Universidade de Princeton de 2005 a 2010 e professor associado de 2010 a 2011. De 2010 a 2016 foi pesquisador do Microsoft's New England Research Laboratory. É desde 2016 professor de ciência da computação da Universidade Harvard na Harvard John A. Paulson School of Engineering and Applied Sciences. É cidadão de Israel e dos Estados Unidos.
É coautor com Sanjeev Arora de Computational Complexity: A Modern Approach, publicado pela Cambridge University Press em 2009. Barak também escreveu, com David Steurer, extensas notas sobre o algoritmo da soma de quadrados.
Foi palestrante convidado do Congresso Internacional de Matemáticos em Seul (2014: Sum-of-squares proofs and the quest toward optimal algorithms). Foi selecionado pela Foreign Policy' como  FP Top 100 Global Thinkers na edição de 2014.

## Patentes
- U.S. Patent 7,003,677, “Method for operating proactively secured applications on an insecure system” with Amir Herzberg, Dalit Naor and Eldad Shai of IBM Haifa Research Lab. Filed November 1999, granted February 2006.